# Rais Khan (Sitarspieler)

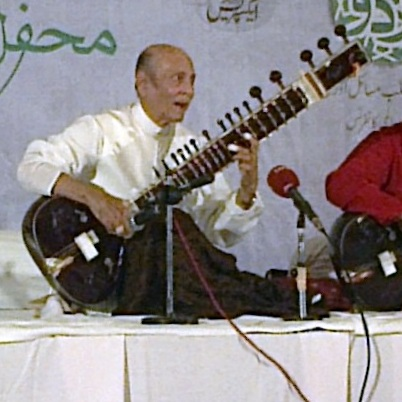
Rais Khan, 2013

Rais Khan (* 25. November 1939 in Indore; † 6. Mai 2017 in Karatschi, Pakistan) war ein indischer Komponist, Sitarspieler und Sänger.

## Leben
Rais Khan war der Enkel des Sitarspielers Inayat Khan und Neffe von Vilayat Khan. Er wuchs in Bombay auf und wurde von seinem Vater Mohammed Khan ausgebildet. Seinen ersten Auftritt hatte er im Alter von fünf Jahren in der Sunderbai Hall in Anwesenheit des Gouverneurs Maharaja Singh. Bereits im Alter von fünfzehn Jahren wurde ihm der Ehrentitel Ustād verliehen. 1955 vertrat er Indien bei den Weltfestspielen der Jugend und Studenten in Warschau und gewann mit seinem Sitarspiel eine Goldmedaille.
In der Folgezeit gab er weltweit Konzerte u. a. in London, Wien und im Kennedy Center. Er trat als Solist, oft auch im Duo mit dem Shehnaispieler Bismillah Khan auf. 1972 gab er ein achtzehnstündiges Konzert mit den Tablaspielern Bashir Ahmed Khan, Shamta Prashad und Latif Ahmed Khan. 1978 nahm er für die BBC eine Instrumentalversion des Songs Ghungroo Toot Gaye auf. Er komponierte u. a. Songs für Noor Jehan (Kabhi kitabon mein phool rakhna) und Mehdi Hassan (Mein khayal hun kisi aur ka). Nach seiner Heirat mit der Sängerin Bilqees Khanum lebte er ab 1986 in Pakistan. In seinen späten Jahren trat er auch mit seinem Sohn Farhan Khan auf.